# Мрежа универзитета Балкана
Мрежа универзитета Балкана (енгл. Balkan Universities Network) или Асоцијација универзитета Балкана (енгл. Balkan Universities Association) је удружење универзитета југоисточне Европе. Настало је након распада СФР Југославије и завршетка ратова у Југославији. Олакшава регионалну сарадњу у контексту ширења сектора високог образовања изазваног оснивањем нових приватних и државних универзитета (поред традиционалних школа са постојећим институционалним везама).
Помогла је у размени искустава у имплементацији Болоњског процеса на балканским универзитетима. Циљ мреже је размена знања и искустава у истраживању и образовању, међусобно прихватање сертификата, подстицање професора и студената за већу мобилност између универзитета и коришћење програма подршке за размену студената. Поред билатералних састанака, одржавају се и конференције које се ротирају између универзитета чланица.